# TAVITAC
TAVITAC（Traitement Automatique et VIsualisation TACtique）は、トムソンCSF（Thomson-CSF、いまのタレス・グループ）社が開発した軍艦用戦術情報処理装置。原型となったVegaシリーズと、発展型のTAVITAC 2000がある。

## Vega
Vegaは、小型艦への搭載を目的に開発されたもので、砲射撃指揮装置を発展させて構築されている。基本的には対水上レーダーを主たるセンサーとして、対空追尾は射撃指揮装置が担当することになるが、大型艦に搭載される場合には、対空追尾能力のあるレーダーが組み込まれることもある。
Vegaシリーズは、使用するコンピュータによっていくつかの世代に分かれているほか、中核となるレーダーによっても区別される。第1世代はBCH、第2世代のVega IIはCDE、第3世代のVega IIIは15Mを使用している。また、Vega、Vega IIのいずれも、コンピューターを1基使用するものと2基使用するものが開発された。
Vega
BCH 1基版で航空ないし水上目標を6個、ソナー探知とESM探知を1個ずつ扱うことができ、2個を同時に攻撃できた。2基版では、航空ないし水上目標を加えて16個扱うことができ、さらに自動で対勢図の作成も可能である。また、もっとも単純なトリトン・レーダーを使用するモデルはVega Triton（のちにVega Canopus）、コンピューター1基版はCanopus A、2基版はCanopus B、ポルックス追尾装置を追加したものはVega Pollux PC、これにエグゾセ対艦ミサイルの管制機能を付加したものはVega Pollux PCEと呼ばれる。
Vega II
CDE 1基版で16個の目標、2基版でさらに16ないし64（多くの場合は32）個の目標を扱うことができた。2基版はTAVITACとも呼ばれたが、この名前は後に、より完全な戦術情報処理装置のブランド名として流用された。
Vega III
フランス海軍向けに開発されていたSENIT 5をもとにして、フランス海軍が開発を中止したのちに、プライベート・ベンチャーとして開発されたものであり、のちにTAVITAC（Traitement Automatique et VIsualisation TACtique）と改名されて、新しいシリーズとなった。従来のVegaシリーズよりも大型の艦も対象として、目標情報を管理する15M125コンピュータを中核として、15M05小型コンピュータが配置されている。128の目標を扱うことができ、ヘリコプター管制機能、対潜戦闘調整、ミサイル射撃指揮、さらに多目標からの自衛戦闘に対応している。サウジアラビアのアル・マディーナ級フリゲート搭載のモデルでは、6基のコンソールとE7000戦術状況表示盤 1基を有している。コンソールはCRTディスプレイとサブ・ディスプレイ、キーボード、トラック・ボール、ビデオ表示盤を有しており、CRTはモノクロとカラーを選択でき、200の目標と100の表示記号を扱うことができる。また、中国に輸出されたモデルでは、さらに3人用の水平型コンソールが含まれている。
さらに、Vega IIIをもとにモジュラー化したものはVega 3と呼ばれるようになった。新しく、デュアル・スクリーン（20インチ、フラット）のコンソールが導入され、これらはFDDIまたは光ファイバーによって接続されて、さらにビデオ・データを送るために別途に光ファイバーが引かれている。
Vega IVの開発は行われず、Vegaシリーズをもとに全面的に強化したTAVITAC 2000シリーズに移行した。また、中国は、TAVITACをもとに国産化した戦術情報処理装置として、国産兵器に対応させたZKJ-4シリーズを開発し、江衛型フリゲート以降のフリゲートに搭載している。

## TAVITAC 2000
TAVITAC 2000は、従来のVega / TAVITACシリーズと同様の目標情報管理用のセントラル・コンピュータを残しつつ、ある程度の分散処理を導入している。また、同級の機種よりもはるかに安価であり、同システムを搭載したラファイエット級フリゲートにおいては、C4Iシステムの価格は全体コストの5%程度であるとされている。なお、TAVITACは本来輸出用に開発されたシステムであったが、本システムはSENIT 7としてフランス海軍に逆輸入されている。
TAVITAC 2000においては、従来使用されてきた15Mシリーズの小型コンピュータは廃され、MC68040を使用したMLX 32コンピュータが導入された。2基のMLX 32が目標情報の管理を行い、3軸の10メガビット・イーサネット・ケーブルによって、Vista RM多機能コンソールと連接されている。SENIT 7となったバージョンでは5基のコンソールが採用されており、それぞれ対空戦統制、対水上戦闘、対潜戦闘、武器管制、戦術行動調整に使用される。また、ヘリコプター、電子戦、エグゾセ対艦ミサイルの管制には、それぞれ異なるコンソールが使用される。また、2基のMLX 32は、1基のE8000自動作図台と直接に連接されている。プログラム言語としてはAdaが使用され、オペレーティングシステムはUNIX Vである。また、プログラミングの一部は海軍プログラム業務隊（CPM: Centre de Programmation de la Marine）によって行なわれた。
ラファイエット級フリゲートは、それぞれの要求に応じた設計変更の上で、台湾とサウジアラビアに輸出されているが、これらにもTAVITAC 2000が搭載されている。ラファイエット級フリゲートは、対空レーダーや船体装備ソナーなど、標準的な戦闘艦なら搭載している装備のいくつかを省いているが、輸出型ではこれらも搭載されて、TAVITAC 2000に連接されている。サウジアラビア向けのものでは、空軍のAWACSなどと交信するためのリンク 11、またF-15戦闘機やトーネード攻撃機、ドーファン哨戒ヘリコプターとの共同作戦のために超水平線データ・リンクを搭載している。台湾向けのものでは、RISC処理装置が追加されており、6基のコンソール（指揮官用1基、戦術指揮士官1基、ヘリコプター統制用1基、航空状況表示用3基）が配置されている。なお、ラファイエット級フリゲートは、SENIT 7とは別に、フランス海軍の基幹的指揮回線であるAIDCOMERに使用するため、SPARCアーキテクチャによるコンピュータ4基を有している。
なお、1996年、トムソンCSF（en:Thomson-CSF）社は、のちにタレス・グループとして同系列となることになるオランダ・シグナール（en:Signaal）社のSEWACO-FDにならって、TAVITAC 2000シリーズをTAVITAC-FDと改名した。
TAVITAC 2000を商用オフザシェルフ化したものはTAVITAC-NT（NT: New Technology）と改称された。コンソールは、29インチのカラー・スクリーンを採用したVista Mk 2に変更され、新型の光学センサーや3次元レーダーとの連接にも対応した。これはクウェートの哨戒艦や南アフリカのヴァラー級フリゲートに搭載されている。